# 津田貞永
津田 貞永（つだ さだなが、慶長元年（1596年） - 天和3年11月17日（1684年1月3日））は、江戸時代初期の岡山藩士。通称、左源太。父は津田弥次右衛門政長で、長男に津田永守、三男に農政家・土木建築家として著名な津田永忠がいる。
父が慶長12年（1607年）に若くして死したため、その跡を継いだ。礼法に長じていたため、岡山藩が朝鮮通信使の接待を命じられた際は取次役として対応に当たった。また、81歳まで組頭などを歴任した。
天和3年（1684年）に89歳で死去。
のちに三男永忠が主君池田綱政の命で左源太の名前を継承している。